# Kusterosion

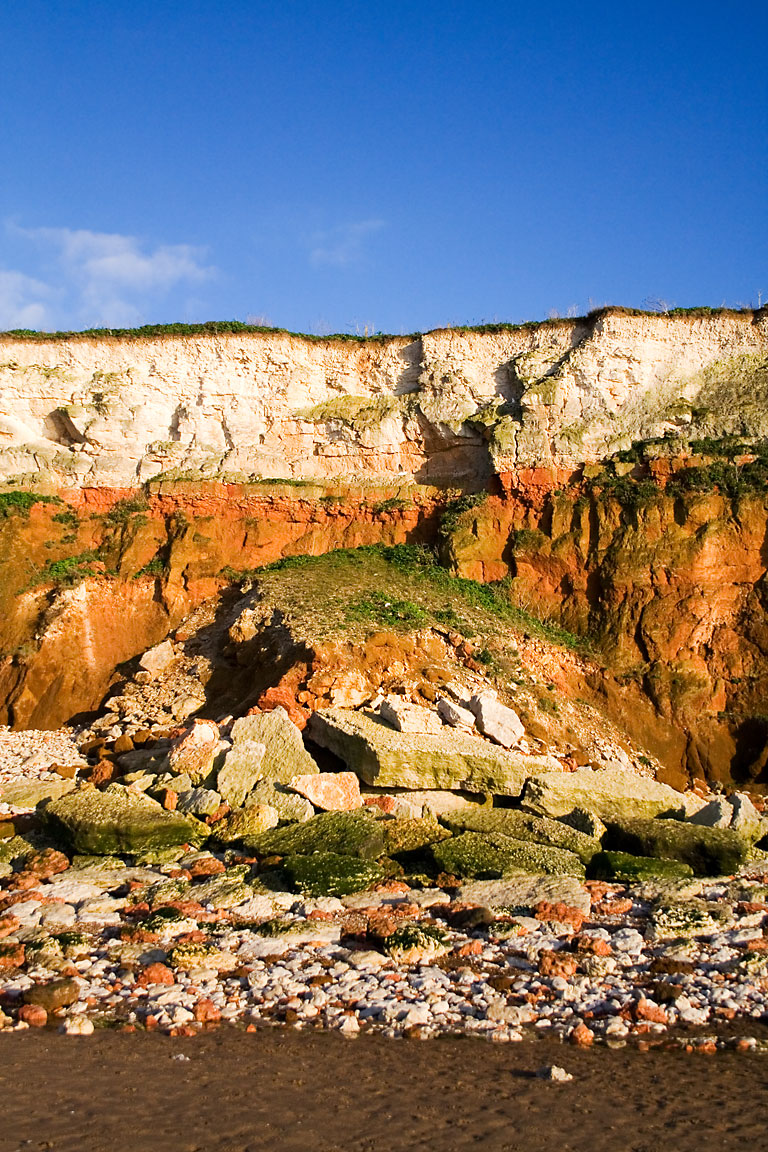
Stor del av kusten i East Anglia, England eroderar kraftigt som dessa klippor vid Hunstanton i Norfolk.

Erosion vid kusterna brukar i de flesta fall bero på vattnets inverkan, att vattnets rörelser formar kustens utseende. Detta kan leda till jordskred om jordarna är lätta för vattnet att dra med sig. De starka vindarna som kommer från den öppna vattenytan kan också bidra om det är klippor och/eller berg i närheten, då dessa slipas ned med tiden.
Allt inom erosion sker förhållandevis långsamt och det kan ta många miljoner år innan man ser någon märkbar skillnad. Dock kan kusterosionen gå snabbare med hjälp av vattnets krafter, samt naturkatastrofer som medför en större vattenmassa (tsunamier, orkaner o.s.v).

## Galleri

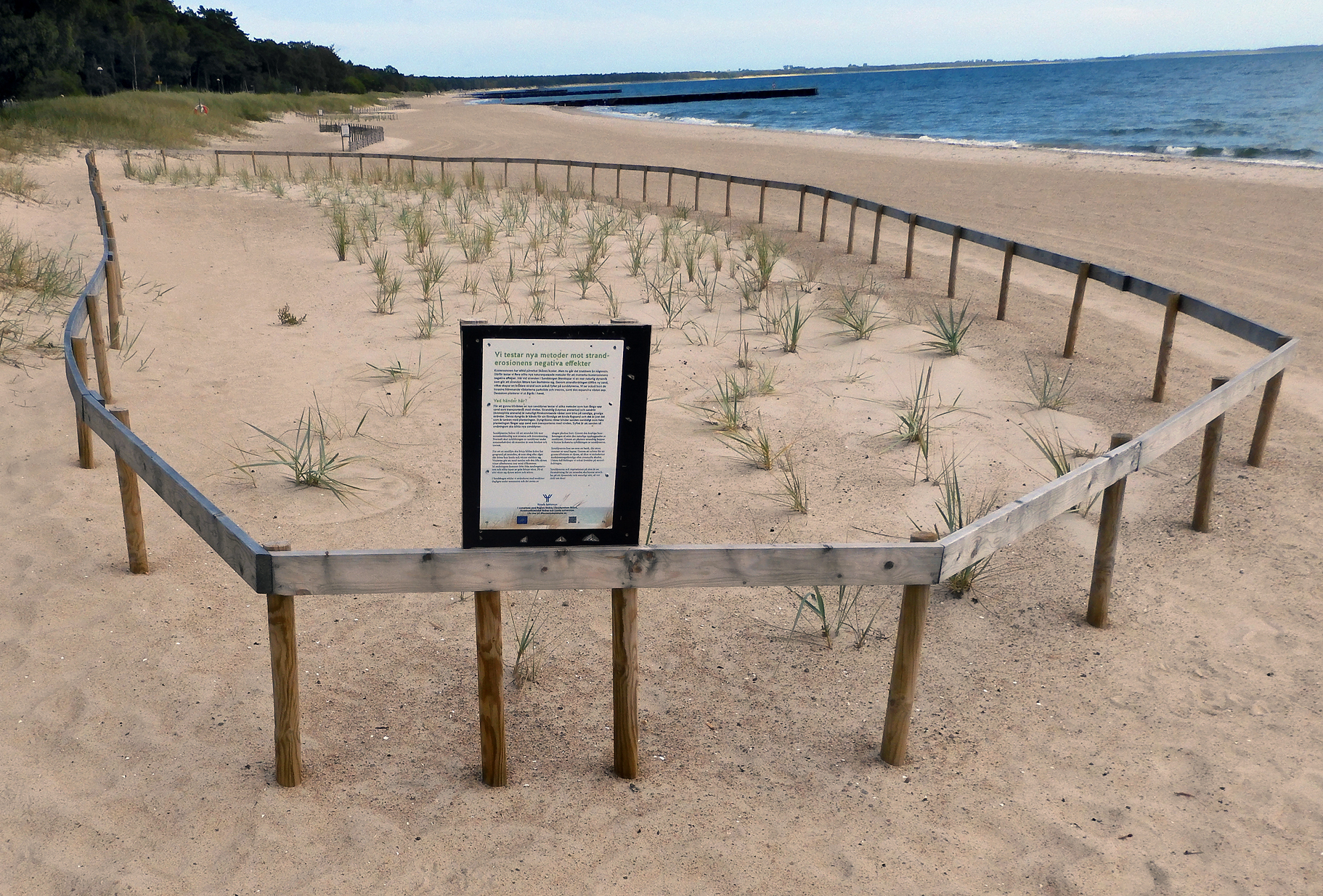
Plantering av strandråg vid Ystad Saltsjöbad till skydd mot erosion.
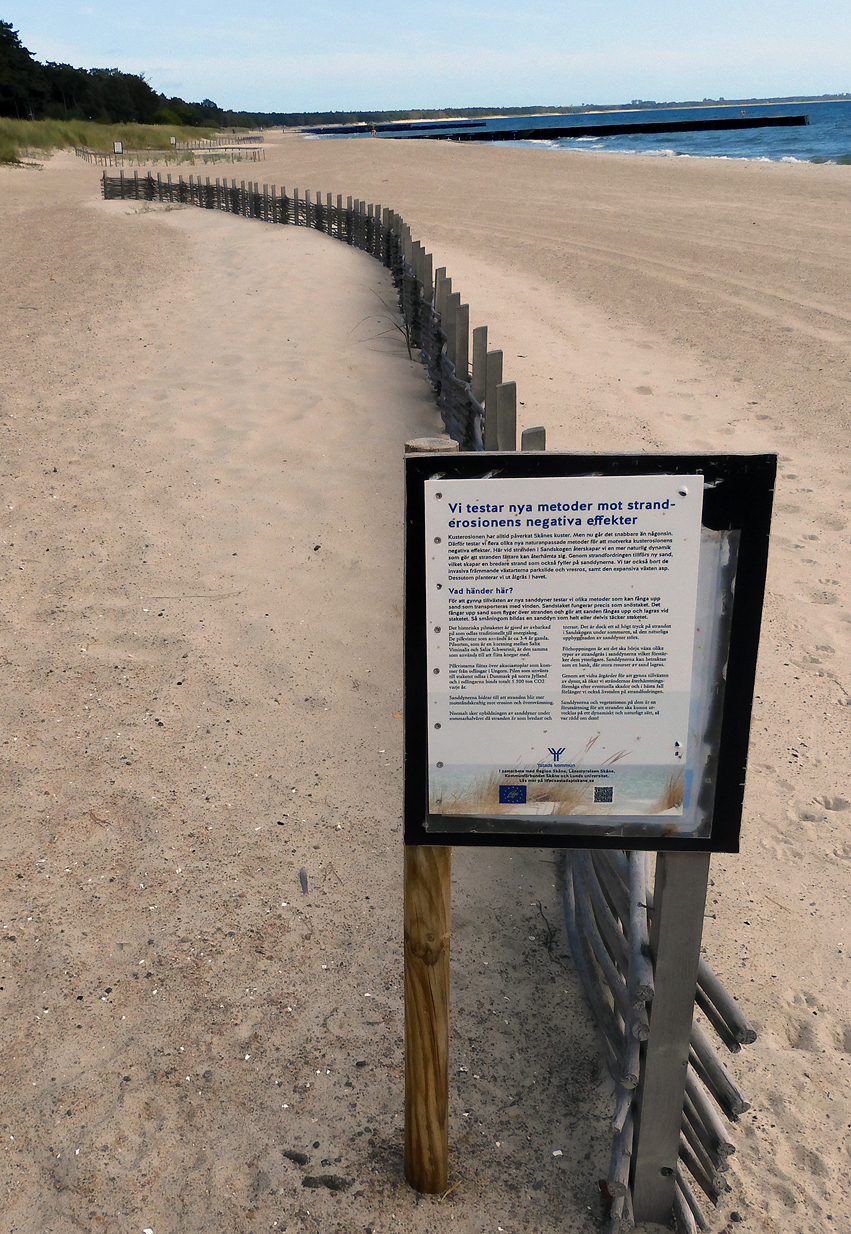
En palissad vid Ystad Saltsjöbad till skydd mot erosion.